# ノトキリシマ賞
ノトキリシマ賞（ノトキリシマしょう）は、金沢競馬場ダート1500mで施行される地方競馬の重賞競走である。正式名称は「スポーツニッポン杯 ノトキリシマ賞」。

## 概要
前年まで3歳牝馬限定の準重賞として行われていたノトキリシマ賞が、2020年に格上げの形で創設された重賞競走である。なお、重賞格上げに際して金沢デビュー馬限定戦となったが、2023年に金沢デビュー限定戦でははなくなった。
2023年は「創刊75周年記念スポーツニッポン杯 ノトキリシマ賞」の名称で施行。
2020年の第1回より2023年（第4回）までスタリオンシリーズに指定されており優勝馬馬主に種牡馬の次年度配合権利が贈られた。副賞対象種牡馬はレッドファルクス（2020年・2021年）、ロジャーバローズ（2022年）、ホークビル（2023年）。

### 条件・賞金（2025年）
条件
サラブレッド系3歳牝馬、金沢所属（金沢所属馬として他場の交流含め金沢競馬に出走実績が必要）
負担重量
定量（55kg）
賞金等
賞金額は1着300万円、2着96万円、3着48万円、4着36万円、5着30万円、着外手当は5万円、出走手当7万2000円。
その他
優勝馬は石川優駿の希望投票優先馬となる。

## 歴代優勝馬
| 回数  | 施行日        | 優勝馬             | 性齢 | 所属 | タイム | 優勝騎手 | 管理調教師 |
| ----- | ------------- | ------------------ | ---- | ---- | ------ | -------- | ---------- |
| 第1回 | 2020年5月17日 | ハクサンアマゾネス | 牝3  | 金沢 | 1:37.9 | 吉原寛人 | 加藤和義   |
| 第2回 | 2021年5月2日  | サブノタマヒメ     | 牝3  | 金沢 | 1:35.7 | 栗原大河 | 金田一昌   |
| 第3回 | 2022年5月1日  | スーパーバンタム   | 牝3  | 金沢 | 1:33.2 | 青柳正義 | 鈴木正也   |
| 第4回 | 2023年5月2日  | ショウガタップリ   | 牝3  | 金沢 | 1:36.1 | 沖静男   | 高橋俊之   |
| 第5回 | 2024年4月16日 | ハリウッドスマイル | 牝3  | 金沢 | 1:35.5 | 米倉知   | 中川雅之   |
| 第6回 | 2025年4月20日 | ショウガマッタナシ | 牝3  | 金沢 | 1:35.9 | 栗原大河 | 高橋俊之   |

### 各回競走結果の出典
“ノトキリシマ賞　歴代優勝馬”.   地方競馬全国協会. 2023年4月30日閲覧。